# Hieracium obtusoserratum
Hieracium obtusoserratum es una especie de planta con flor del género Hieracium, de la familia Asteraceae, orden Asterales.

## Distribución
Hieracium obtusoserratum se distribuye por Noruega y Suecia.

## Taxonomía
Fue descrita científicamente por Omang.